# Комсомольский (Орловская область)
Комсомольский — посёлок в Ливенском районе Орловской области России.
Входит в состав Козьминского сельского поселения.

## География
Расположен юго-западнее деревни Каменево и севернее деревни Липовец, с которыми связан автодорогой, выходящей на автомагистраль Р-119.
В посёлке имеется одна улица — Садовая.

## Население
| 2010 |
| ---- |
| 57   |